# Epioblasma brevidens
Epioblasma brevidens é uma espécie de bivalve da família Unionidae, endémica dos Estados Unidos. Os seus habitats naturais são os rios, e está ameaçada por perda de habitat.